# Campeonato Panamericano de Béisbol Sub-23 de 2023
El Campeonato Panamericano de Béisbol Sub-23 de 2023 fue la quinta edición de la competición de béisbol oficial para jugadores menores a 23 años, organizado por la Confederación Panamericana de Béisbol y que se disputó en Nicaragua, del 24 al 30 de noviembre de 2023.
El evento tuvo como sede principal el Estadio Nacional Soberanía de Managua, con sede alterna en Estadio Roberto Clemente de Masaya.
El torneo otorgó cuatro cupos para la Copa Mundial de Béisbol Sub-23 de 2024 en China.

## Participantes
| Grupo A              | Ranking |            | Grupo B | Ranking |
| -------------------- | ------- | ---------- | ------- | ------- |
| Nicaragua (L)        |         | Venezuela  |         |         |
| México               |         | Cuba       |         |         |
| República Dominicana |         | Panamá     |         |         |
| Puerto Rico          |         | Colombia   |         |         |
| Argentina            |         | Curazao    |         |         |
|                      |         | Costa Rica |         |         |

## Formato
Los 11 equipos se dividieron en dos grupos de seis y cinco equipos cada uno.
Los primeros de cada grupo disputan la final por el oro, y los equipos ubicados en el segundo lugar disputan el tercer lugar por el bronce.

## Ronda de apertura
Se disputarán entre el 24 y el 29 de noviembre.

### Grupo A
| Nicaragua            | 4 | 0 | 1.000 | - |  |  |
| Puerto Rico          | 3 | 1 | 0.750 | 1 |  |  |
| México               | 2 | 2 | 0.500 | 2 |  |  |
| República Dominicana | 1 | 3 | 0.250 | 3 |  |  |
| Argentina            | 0 | 4 | 0.000 | 4 |  |  |
|                      |   |   |       |   |  |  |

     – Clasificados a la final y al Mundial Sub-23 de 2024.

     – Clasificados al juego por el bronce y Mundial Sub-23 de 2024

### Grupo B
Se disputarán entre el 24 y el 29 de noviembre.
| Colombia   | 5 | 0 | 1.000 | - |  |  |
| Venezuela  | 3 | 2 | 0.600 | 2 |  |  |
| Cuba       | 3 | 2 | 0.600 | 2 |  |  |
| Panamá     | 3 | 2 | 0.600 | 2 |  |  |
| Curazao    | 1 | 4 | 0.200 | 4 |  |  |
| Costa Rica | 0 | 5 | 0.000 | 5 |  |  |
|            |   |   |       |   |  |  |

     – Clasificados a la final y al Mundial Sub-23 de 2024.

     – Clasificados al juego por el bronce y Mundial Sub-23 de 2024

## Tercer lugar
| Equipo      | 1 | 2 | 3 | 4 | 5 | 6 | 7 | C | H | E |
| ----------- | - | - | - | - | - | - | - | - | - | - |
| Puerto Rico | 0 | 1 | 0 | 0 | 3 | 0 | 0 | 4 | 6 | 1 |
| Venezuela   | 1 | 2 | 0 | 0 | 1 | 0 | 3 | 7 | 9 | 2 |

LG: Wilker Palma  LP: Jean Pabon  

## Final
| Equipo    | 1 | 2 | 3 | 4 | 5 | 6 | 7 | C | H | E |
| --------- | - | - | - | - | - | - | - | - | - | - |
| Colombia  | 0 | 0 | 0 | 0 | 0 | 0 | 1 | 1 | 2 | 0 |
| Nicaragua | 0 | 0 | 0 | 0 | 0 | 0 | 0 | 0 | 3 | 4 |

LG: Victor Vargas  LP: Bryan Torres  SV: Nicolas Maldonado  

| Bandera de Colombia |
| Campeón Colombia    |
| Primer título       |

## Posiciones finales
La tabla muestra la posición final de los equipos, el récord.
| Pos                            | Equipo               | Record | Calificación |
| ------------------------------ | -------------------- | ------ | ------------ |
|                                | Colombia             | 6-0    | Copa Mundial |
|                                | Nicaragua            | 4-1    |              |
|                                | Venezuela            | 4-2    |              |
| 4                              | Puerto Rico          | 3-2    |              |
| Eliminados en la primera ronda |                      |        |              |
| 5                              | Cuba                 | 3-2    |              |
| 6                              | Panamá               | 3-2    |              |
| 7                              | México               | 2-2    |              |
| 8                              | República Dominicana | 1-3    |              |
| 9                              | Curazao              | 1-4    |              |
| 10                             | Argentina            | 0-4    |              |
| 11                             | Costa Rica           | 0-5    |              |

## Clasificados

### Copa Mundial de Béisbol Sub-23 de 2024
| Colombia | Nicaragua | Venezuela | Puerto Rico |